# 袁劍偉
袁劍偉（英語：Steve Yuen Kim Wai，1966年7月8日—），香港導演、編劇。前妻之二為金馬影后林嘉欣。

## 背景

### 早年經歷
袁劍偉祖籍廣東揭陽，在九龍寨城出生及成長，有3名兄姊，父親是一名無牌牙醫。袁劍偉小時候在美東邨旁邊的啟德明渠放小船及四周遊玩，13歲時遷居九龍塘廣播道。小學階段的讀書成績較差，自小六開始發奮學習，結果考入民生書院。他在該校中五畢業後，由於認為升讀香港的大學預科班浪費時間，而且只有精英才有機會考入大學，於是轉往九龍利瑪竇書院入讀中六預科，在該段時期時常逃學到戲院觀看電影，培養出對投身電影製作行業的興趣。而在中學畢業後他曾有意當籃球員，惟未能被選中加入香港籃球代表隊而作罷，並改到加拿大升學，如是於1986年往加拿大卡爾頓大學修讀心理學。當時袁劍偉只為盡快投身社會工作而沒有向電影界發展。
另一方面，袁劍偉10歲時在九龍聯合道一個現時已清拆的籃球場隨一位來自民生書院的師姐打籃球，逐漸喜歡打籃球，就讀中一便積極參與籃球運動。當他於1990年大學畢業後返回香港，碰巧與九龍塘碧麗閣內一所咖喱店的員工一同送外賣至無綫電視而加入電視台，初年在廣播道無綫電視綜藝科音樂組任助導，負責過籌備音樂錄像的拍攝事宜（如尋找演員、計算拍攝時間等），不久負責《勁歌金曲》項目。他2年後，即1992年晉升為導演，首個跟進的項目為《翡翠歌星賀台慶》，離開電視台前執導了逾100個電視台版本的音樂錄像拍攝工作。袁劍偉其後於1995年轉職至製作公司拍攝音樂錄影帶，再轉職為廣告片導演，參與作品有SmarTone、和記電訊、摩托羅拉、一些樓盤電視宣傳等廣告。他之所以向外闖，原因出於無綫電視只給很少預算（5000元）予製作組去製作音樂錄像，以致局限了拍攝空間和導演的創意。在1990年代，他又曾自資出版一本籃球雜誌《Fliers》，為時9個月，但最後因美國NBA出現糾紛以致《Fliers》讀者數目減少，於是他便結束辦理雜誌。

### 電影拍攝
2006年，袁劍偉赴英國倫敦大學金匠學院修讀電影製作碩士課程，2008年畢業兼到歐洲遊玩半年後返回香港後繼續擔任廣告片導演。他在2011年應莊梅岩邀請觀看她在香港得獎的舞台劇作品《法吻》，令他靈機一觸構思將《法吻》原著改編成電影。終在2014年開拍，袁劍偉自編自導，並由其妻林嘉欣擔任女主角，2016年上映時命名為《暗色天堂》，然而該電影香港票房僅收321萬。及後於2020年，袁劍偉自編自導電影《死因無可疑》，亦由其妻林嘉欣擔任女主角，香港票房為778萬港元。

### 與ViuTV的因緣
早在1992年開始，袁劍偉與當時同在無綫電視綜藝科歷任助導、導演的黃慧君（花姐）共事，教導她做人不要氣餒，要積極，並教她製作要訣如打燈和拍攝角度。黃慧君於2016年加入ViuTV ，後成為旗下男團MIRROR的經理人。延續這份情誼，後來在MIRROR成員的音樂影片製作，如姜濤2020年的作品《蒙着嘴説愛你》等都有袁劍偉参與或提供意見。亦曾執導MIRROR成員主演的廣告。
2022年，熱愛籃球的袁劍偉為ViuTV製作籃球題材電視劇《季前賽》，由姜濤主演。

## 家庭生活
袁劍偉有兩段婚姻，第一段婚姻於2006年與前妻分居而告終。他的第二任前妻是演員林嘉欣，兩人在2008年開始交往，至2010年林嘉欣未婚懷孕，同年兩人於加拿大註冊結婚，同年誕下一女。2013年兩人再誕下一女。2023年兩人宣告第二段婚姻結束。

## 爭議
2023年袁劍偉為梁詠琪執導歌曲《停一停·心呼吸》的音樂錄影帶，遭本地藝術創作團隊CHLOEOGRAPHY PROJECT指責此音樂錄影帶是抄襲他們2018年的作品《遙遙之城Maybe Tomorrow》。此音樂錄影帶影片因而被即時下架。袁劍偉否認抄襲，最初他堅稱創作前沒有看過《遙》，但後來主動承認自己記起曾於一講座看過類似《遙》的相片，後有記者發現其妻林嘉欣曾於2021年一個有展出《遙》的講座中擔任嘉賓。

## 作品

### 電影
- 2016年　《暗色天堂》
- 2020年　《死因無可疑》
- 2024年　《盜月者》

### 電視劇
- 2022年　《季前賽》

### 音樂錄影帶（MV）
- 1992年　郭富城《其實我真的愛你》
- 1993年　Beyond《爸爸媽媽》
- 1993年　草蜢《世界會變得很美》
- 1994年　關淑怡《繾綣星光下》
- 1994年　周慧敏、王馨平、湯寶如《美少女戰士》
- 1995年　黎明《一生最愛就是你》[14]
- 1995年　天織堂《搖搖擺擺》
- 1997年　黎明《DNA出錯？》[14]
- 2020年　姜濤《蒙著嘴說愛你》[8]
- 2023年　梁詠琪 《停一停‧心呼吸》（已下架）

### 執導廣告
- 2021年　麥當勞（姜濤、盧瀚霆、呂爵安主演）[7]

## 外部連結
- 袁劍偉的Instagram帳戶
- 袁劍偉在香港影庫上的簡介
- 袁劍偉在互联网电影资料库（IMDb）上的資料（英文）
- 袁劍偉在豆瓣上的资料（简体中文）
- 袁劍偉在时光网上的簡介（简体中文）
- 香港電台第一台「守下留情」袁劍偉訪問（1），2022年11月8日
- 香港電台第一台「守下留情」袁劍偉訪問（2），2022年11月9日
- 香港電台第一台「守下留情」袁劍偉訪問（3），2022年11月14日
- 香港電台第一台「守下留情」袁劍偉訪問（4），2022年11月15日
- 香港電台第一台「守下留情」袁劍偉訪問（5），2022年11月16日